# Lucrezia di Cosimo de’ Medici

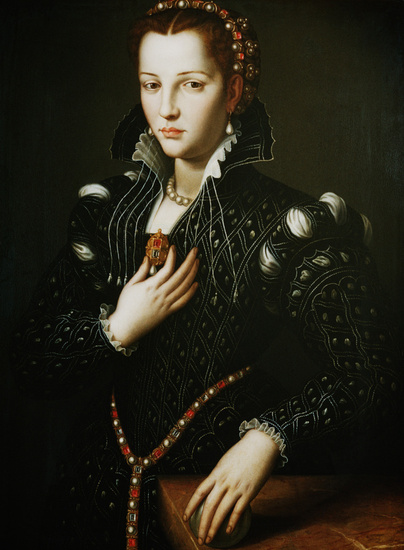
Porträt von Agnolo Bronzino

Lucrezia di Cosimo de’ Medici (* 14. Februar oder 7. Juni 1545 in Florenz; † 21. April 1561 in Ferrara) war das fünfte gemeinsame Kind und die dritte gemeinsame Tochter von Großherzog Cosimo I. aus der Familie der Medici und Eleonora von Toledo. Sie wurde im Juni 1558 per procurationem mit dem Herzog von Mòdena und Ferrara Alfonso II. d’Este verheiratet, zog aber erst zwei Jahre später nach Ferrara. Die Ehe blieb kinderlos. Ihr jäher Tod im Alter von nur 16 Jahren nährte auch Gerüchte, sie sei von ihrem Ehemann vergiftet worden.
Sie ist die Herzogin von Ferrare, die Robert Browning in My Last Duchess beschrieben hat. Der Roman The Marriage Portrait von Maggie O’Farrell handelt vom Leben von Lucrezia di Cosimo de’ Medici und ihrer Ehe zu Alfonso II. d’Este.